# Адан Нунес Дорнеллес
Адан Нунес Дорнеллес, також відомий як Аданзіньйо (порт. Adão Nunes Dornelles, 2 квітня 1923, Порту-Алегрі — 30 серпня 1991, Порту-Алегрі) — бразильський футболіст, що грав на позиції нападника, зокрема, за клуб «Інтернасьйонал», а також національну збірну Бразилії.
П'ятиразовий переможець Ліги Гаушу. Переможець Ліги Каріока. 

## Клубна кар'єра
Народився 2 квітня 1923 року в місті Порту-Алегрі. Вихованець футбольної школи клубу «Діаріо Офісіал».
У дорослому футболі дебютував 1938 року виступами за команду «Діаріо Офісіал», в якій провів чотири сезони. 
Своєю грою за цю команду привернув увагу представників тренерського штабу клубу «Інтернасьйонал», до складу якого приєднався 1943 року. Відіграв за команду з Порту-Алегрі наступні вісім сезонів своєї ігрової кар'єри. За цей час п'ять разів став переможцем Ліги Гаушу. 
Протягом 1951—1953 років захищав кольори команди «Фламенго» з якою виграв Лігу Каріока. 
Завершив професійну ігрову кар'єру у клубі «XV листопада», за команду якого виступав протягом 1953—1957 років.
| Дата       | Місто      | Господарі | Результат | Гості    | Турнір           | Голи | Примітки |
| ---------- | ---------- | --------- | --------- | -------- | ---------------- | ---- | -------- |
| 04-04-1947 | Монтевідео | Уругвай   | 1 – 1     | Бразилія | Кубок Ріу-Бранку | -    |          |
| 11-04-1948 | Монтевідео | Уругвай   | 4 – 2     | Бразилія | Кубок Ріу-Бранку | -    |          |
| Усього     |            | Матчів    | 2         |          | Голів            | 0    |          |

## Титули і досягнення
- Переможець Ліги Гаушу (5):

«Інтернасьйонал»: 1944, 1945, 1947, 1948, 1950
- Переможець Ліги Каріока (1):

«Фламенго»: 1953
- Віце-чемпіон світу: 1950